# Giro d’Italia 1952
Der 35. Giro d’Italia wurde in 20 Abschnitten und 3964 Kilometern vom 17. Mai bis zum 8. Juni 1952 ausgetragen und vom Italiener Fausto Coppi gewonnen. Von den 112 gestarteten Fahrern erreichten 91 das Ziel in Mailand.

## Verlauf
| Etappe | von               | nach              | km       | Gewinner            | Maglia rosa      |
| ------ | ----------------- | ----------------- | -------- | ------------------- | ---------------- |
| 1      | Mailand           | Bologna           | 217      | Giorgio Albani      | Giorgio Albani   |
| 2      | Bologna           | Montecatini Terme | 197      | Angelo Conterno     | Angelo Conterno  |
| 3      | Montecatini Terme | Siena             | 205      | Antonio Bevilacqua  | Nino Defilippis  |
| 4      | Siena             | Rom               | 171      | Désiré Keteleer     | Nino Defilippis  |
| 5      | Rom               | Rocca di Papa     | 35 (EZF) | Fausto Coppi        | Giancarlo Astrua |
| 6      | Rom               | Neapel            | 238      | Rik Van Steenbergen | Giancarlo Astrua |
| 7      | Neapel            | Roccaraso         | 140      | Giorgio Albani      | Giancarlo Astrua |
| 8      | Roccaraso         | Ancona            | 224      | Rino Benedetti      | Giancarlo Astrua |
| 9      | Ancona            | Riccione          | 250      | Rik Van Steenbergen | Giancarlo Astrua |
| 10     | Riccione          | Venedig           | 285      | Rik Van Steenbergen | Fausto Coppi     |
| 11     | Venedig           | Bozen             | 276      | Fausto Coppi        | Fausto Coppi     |
| 12     | Bozen             | Bergamo           | 226      | Oreste Conte        | Fausto Coppi     |
| 13     | Bergamo           | Como              | 143      | Alfredo Pasotti     | Fausto Coppi     |
| 14     | Erba              | Como              | 65 (EZF) | Fausto Coppi        | Fausto Coppi     |
| 15     | Como              | Genua             | 247      | Giuseppe Minardi    | Fausto Coppi     |
| 16     | Genua             | San Remo          | 141      | Annibale Brasola    | Fausto Coppi     |
| 17     | San Remo          | Cuneo             | 149      | Nino Defilippis     | Fausto Coppi     |
| 18     | Cuneo             | Saint-Vincent     | 190      | Pasquale Fornara    | Fausto Coppi     |
| 19     | Saint-Vincent     | Verbania          | 298      | Fritz Schär         | Fausto Coppi     |
| 20     | Verbania          | Mailand           | 147      | Antonio Bevilacqua  | Fausto Coppi     |

## Endstände
| Sieger      | Fausto Coppi      | 114:36:43 h |
| Zweiter     | Fiorenzo Magni    | + 9:18 min  |
| Dritter     | Ferdy Kübler      | + 9:24 min  |
| Vierter     | Donato Zampini    | + 10:29 min |
| Fünfter     | Gino Bartali      | + 10:33 min |
| Sechster    | Stan Ockers       | + 10:58 min |
| Siebter     | Giancarlo Astrua  | + 14:30 min |
| Achter      | Hugo Koblet       | + 14:38 min |
| Neunter     | Raphaël Géminiani | + 16:44 min |
| Zehnter     | Giorgio Albani    | + 18:14 min |
| Bergwertung | Raphaël Géminiani |             |
| Zweiter     | Fausto Coppi      |             |
| Dritter     | Gino Bartali      |             |
| Teamwertung | Bianchi           |             |

Auf der 4. Etappe stürzte der Italiener Orfeo Ponsin und starb an seinen Verletzungen.